# 12646 Avercamp
12646 Avercamp è un asteroide della fascia principale. Scoperto nel 1973, presenta un'orbita caratterizzata da un semiasse maggiore pari a 2,6696976 UA e da un'eccentricità di 0,2258436, inclinata di 8,86843° rispetto all'eclittica.